# Eupithecia cimicifugata
Eupithecia cimicifugata är en fjärilsart som beskrevs av Richard F. Pearsall 1908. Eupithecia cimicifugata ingår i släktet Eupithecia och familjen mätare. Inga underarter finns listade i Catalogue of Life.